# Dactylopodia longyearbyenensis
Dactylopodia longyearbyenensis är en kräftdjursart som beskrevs av Mielke 1974. Dactylopodia longyearbyenensis ingår i släktet Dactylopodia och familjen Thalestridae. Inga underarter finns listade i Catalogue of Life.